# Pakistanische Cricket-Nationalmannschaft in Simbabwe in der Saison 2015/16
Die Tour der pakistanischen Cricket-Nationalmannschaft nach Simbabwe in der Saison 2015/16 fand vom 24. September bis zum 5. Oktober 2015 statt. Die internationale Cricket-Tour war Bestandteil der Internationalen Cricket-Saison 2015/16 und umfasste drei ODIs und zwei Twenty20s. Pakistan gewann die ODI-Serie 2–1 und die Twenty20-Serie 2–0.

## Vorgeschichte
Für beide Mannschaften war es die erste Tour der Saison.
Das letzte Aufeinandertreffen der beiden Mannschaften bei einer Tour fand in der Saison 2015 in Pakistan statt.
Ursprünglich sollte die Tour im August und September stattfinden, allerdings hätte bei Niederlagen Pakistan seine Qualifikation für die ICC Champions Trophy 2017 gefährdet.
Daher wurde die Tour in die neue Saison verlegt.

## Stadion
Das folgende Stadion wurde für die Tour als Austragungsort vorgesehen und am 29. Juli 2015 bekanntgegeben.
| Stadion            | Stadt  | Kapazität | Spiele                   |
| ------------------ | ------ | --------- | ------------------------ |
| Harare Sports Club | Harare | 10.000    | 1. – 3. ODI; 1. & 2. T20 |

## Kaderlisten
Simbabwe benannte seine Kader am 14. September 2015.
Pakistan benannte seine Kader am 16. September 2015.
| ODI | ODI | Twenty20 | Twenty20 |
| Simbabwe | Pakistan | Simbabwe | Pakistan |
| --- | --- | --- | --- |
| - Elton Chigumbura (K) - Brian Chari - Chamu Chibhabha - Graeme Cremer - Craig Ervine - Luke Jongwe - Neville Madziva - Hamilton Masakadza - Christopher Mpofu - Richmond Mutumbami (wk) - Taurai Muzarabani - John Nyumbu - Tinashe Panyangara - Sikandar Raza - Prosper Utseya - Malcolm Waller - Sean Williams | - Azhar Ali (K) - Aamer Yamin - Ahmed Shehzad - Anwar Ali - Asad Shafiq - Babar Azam - Bilal Asif - Imad Wasim - Mohammad Hafeez - Mohammad Irfan - Mohammad Rizwan - Rahat Ali - Sarfraz Ahmed (wk) - Shoaib Malik - Sohaib Maqsood - Wahab Riaz - Yasir Shah | - Elton Chigumbura (K) - Chamu Chibhabha - Graeme Cremer - Craig Ervine - Luke Jongwe - Neville Madziva - Hamilton Masakadza - Christopher Mpofu - Richmond Mutumbami (wk) - Taurai Muzarabani - John Nyumbu - Tinashe Panyangara - Sikandar Raza - Prosper Utseya - Malcolm Waller - Sean Williams | - Shahid Afridi (K) - Aamer Yamin - Ahmed Shehzad - Bilal Asif - Imad Wasim - Imran Khan - Mohammad Hafeez - Mohammad Irfan - Mohammad Rizwan (wk) - Mukhtar Ahmed - Shoaib Malik - Sohaib Maqsood - Sohail Tanvir - Umar Akmal - Wahab Riaz |

## Twenty20 Internationals

### Erstes Twenty20 in Harare
| 27. September | Harare | Pakistan 136-8 (20) | – | Simbabwe 123-9 (20) |
|               |        |                     |   |                     |

### Zweites Twenty20 in Harare
| 29. September Scorecard | Harare | Pakistan 136-6 (20)          | – | Simbabwe 121-7 (20) |
|                         |        | Pakistan gewinnt mit 15 Runs |   |                     |

## One-Day Internationals

### Erstes ODI in Harare
| 1. Oktober Scorecard | Harare | Pakistan 259-6 (50)           | – | Simbabwe 128 (37) |
|                      |        | Pakistan gewinnt mit 131 Runs |   |                   |

### Zweites ODI in Harare
| 3. Oktober Scorecard | Harare | Simbabwe 276-6 (50)                      | – | Pakistan 256-8 (48/48) |
|                      |        | Simbabwe gewinnt mit 5 Runs (D/L method) |   |                        |

### Drittes ODI in Harare
| 5. Oktober Scorecard | Harare | Simbabwe 161 (38.5)            | – | Pakistan 162-3 (34) |
|                      |        | Pakistan gewinnt mit 7 Wickets |   |                     |